# Desaminació oxidativa
La desaminació oxidativa és una forma de desaminació que genera oxoàcids en el fetge.
La presència d'àcid nitrós pot causar mutacions de transició convertint la citosina a uracil.

## En el cicle de la urea
El glutamat és l'únic aminoàcid que experimenta reaccions de desaminació oxidatives ràpides. Aquest procés porta a dos productes tòxics:
- Peròxid d'hidrogen
- Amoni.